# Alfredo Morelos
Alfredo José Morelos Aviléz (Cereté, 21 juni 1996) is een Colombiaans voetballer die doorgaans speelt als spits. In september 2023 verruilde hij Rangers voor Santos. Morelos maakte in 2018 zijn debuut in het Colombiaans voetbalelftal.

## Clubcarrière
Morales speelde in de jeugd van Independiente Medellín. Bij die club maakte hij ook zijn professionele debuut. In twee seizoenen tijd kwam de aanvaller tot vijfentwintig officiële wedstrijden, waarin hij zesmaal een doelpunt wist te maken. HJK Helsinki huurde de Colombiaan in februari 2016 voor de duur van één jaar. De Finse topclub had tevens een optie tot koop afgesproken met Independiente. Morales kwam tot zestien competitietreffers in zijn eerste jaargang in de Finse hoofdstad.
Na afloop van dit seizoen werd de optie in zijn contract gelicht en de aanvaller werd voor drie jaar vastgelegd door HJK. Het halve seizoen hierna leverde elf treffers op in twaalf competitiewedstrijden. Dit was genoeg om Rangers te overtuigen de Colombiaan over te nemen voor circa 1,2 miljoen euro. In Glasgow ondertekende hij een verbintenis voor de duur van vier seizoenen. Al in maart 2018 werd dit contract opengebroken en met één jaar verlengd tot medio 2021. Vierenhalve maand later kwam er nog een seizoen bij het contract van Morelos en in maart 2019 nog een.
Medio 2023 verliep zijn verbintenis bij Rangers, waarna hij voor Santos tekende. In juli 2024 huurde Atlético Nacional Morelos.

## Clubstatistieken
| Seizoen | Club                   | Competitie    | Competitie | Competitie | Beker | Beker | Internationaal | Internationaal | Totaal | Totaal |
| Seizoen | Club                   | Competitie    | Wed.       | Dlp.       | Wed.  | Dlp.  | Wed.           | Dlp.           | Wed.   | Dlp.   |
| ------- | ---------------------- | ------------- | ---------- | ---------- | ----- | ----- | -------------- | -------------- | ------ | ------ |
| 2014    | Independiente Medellín | Primera A     | 6          | 1          | 8     | 5     | —              | —              | 14     | 6      |
| 2015    | Independiente Medellín | Primera A     | 6          | 0          | 5     | 0     | —              | —              | 11     | 0      |
| 2016    | HJK Helsinki           | Veikkausliiga | 30         | 16         | 7     | 10    | 6              | 4              | 43     | 30     |
| 2017    | HJK Helsinki           | Veikkausliiga | 12         | 11         | 7     | 5     | —              | —              | 19     | 16     |
| 2017/18 | Rangers                | Premiership   | 35         | 14         | 6     | 4     | 2              | 0              | 43     | 18     |
| 2018/19 | Rangers                | Premiership   | 30         | 18         | 5     | 8     | 13             | 4              | 48     | 30     |
| 2019/20 | Rangers                | Premiership   | 26         | 12         | 4     | 3     | 17             | 14             | 47     | 29     |
| 2020/21 | Rangers                | Premiership   | 29         | 12         | 2     | 0     | 13             | 5              | 44     | 17     |
| 2021/22 | Rangers                | Premiership   | 26         | 11         | 4     | 1     | 12             | 6              | 42     | 18     |
| 2022/23 | Rangers                | Premiership   | 32         | 11         | 7     | 1     | 6              | 0              | 45     | 12     |
| 2023    | Santos                 | Série A       | 3          | 0          | 0     | 0     | 0              | 0              | 3      | 0      |
| 2024    | Santos                 | Série B       | 17         | 4          | 0     | 0     | —              | —              | 17     | 4      |
| 2024    | Atlético Nacional      | Primera A     | 22         | 7          | 6     | 4     | —              | —              | 28     | 11     |
| 2025    | Atlético Nacional      | Primera A     | 1          | 0          | 0     | 0     | —              | —              | 1      | 0      |
| Totaal  | Totaal                 | Totaal        | 275        | 117        | 61    | 41    | 69             | 33             | 405    | 191    |

Bijgewerkt op 6 februari 2025.

## Interlandcarrière
Morelos maakte op 7 september 2018 zijn debuut in het Colombiaans voetbalelftal. Op die dag werd een oefeninterland tegen Venezuela met 1–2 gewonnen. Darwin Machís zette Venezuela op voorsprong, maar Colombia won alsnog door treffers van Radamel Falcao en Yimmi Chará. Morelos mocht van interimbondscoach Arturo Reyes dertien minuten voor tijd invallen voor Falcao. De andere debutanten dit duel waren Cristian Borja (Deportivo Toluca), Sebastián Villa (Deportes Tolima) en Jorman Campuzano (Atlético Nacional). Morelos maakte op 16 november 2019 zijn eerste interlandgoal, tijdens zijn zesde wedstrijd in de nationale ploeg. Hij schoot toen in de blessuretijd van de tweede helft het enige doelpunt van de wedstrijd binnen in een oefeninterland tegen Peru.
| Interlands van Alfredo Morelos voor Colombia | Interlands van Alfredo Morelos voor Colombia | Interlands van Alfredo Morelos voor Colombia | Interlands van Alfredo Morelos voor Colombia | Interlands van Alfredo Morelos voor Colombia | Interlands van Alfredo Morelos voor Colombia |
| №                                            | Datum                                        | Wedstrijd                                    | Uitslag                                      | Competitie                                   | Goals                                        |
| Als speler van Rangers                       | Als speler van Rangers                       | Als speler van Rangers                       | Als speler van Rangers                       | Als speler van Rangers                       | Als speler van Rangers                       |
| -------------------------------------------- | -------------------------------------------- | -------------------------------------------- | -------------------------------------------- | -------------------------------------------- | -------------------------------------------- |
| 1                                            | 7 september 2018                             | Venezuela – Colombia                         | 1 – 2                                        | Vriendschappelijk                            |                                              |
| 2                                            | 22 maart 2019                                | Japan – Colombia                             | 0 – 1                                        | Vriendschappelijk                            |                                              |
| 3                                            | 26 maart 2019                                | Zuid-Korea – Colombia                        | 2 – 1                                        | Vriendschappelijk                            |                                              |
| 4                                            | 12 oktober 2019                              | Colombia – Chili                             | 0 – 0                                        | Vriendschappelijk                            |                                              |
| 5                                            | 15 oktober 2019                              | Algerije – Colombia                          | 3 – 0                                        | Vriendschappelijk                            |                                              |
| 6                                            | 15 november 2019                             | Colombia – Peru                              | 1 – 0                                        | Vriendschappelijk                            | 90+3'                                        |
| 7                                            | 19 november 2019                             | Ecuador – Colombia                           | 0 – 1                                        | Vriendschappelijk                            |                                              |
| 8                                            | 9 oktober 2020                               | Colombia – Venezuela                         | 3 – 0                                        | WK 2022 kwalificatie                         |                                              |
| 9                                            | 13 oktober 2020                              | Chili – Colombia                             | 2 – 2                                        | WK 2022 kwalificatie                         |                                              |
| 10                                           | 13 november 2020                             | Colombia – Uruguay                           | 0 – 3                                        | WK 2022 kwalificatie                         |                                              |
| 11                                           | 20 juni 2021                                 | Colombia – Peru                              | 1 – 2                                        | WK 2022 kwalificatie                         |                                              |

Bijgewerkt op 6 februari 2025.

## Erelijst
| Premiership  | 1 | 2020/21 |
| Scottish Cup | 1 | 2021/22 |